# Turmhügel Niedermirsberg
Der Turmhügel Niedermirsberg, auch Steinhaus genannt, ist eine abgegangene Turmhügelburg (Motte) 780 Meter westlich der Ortskirche Filialkirche St. Jacobus maior von Niedermirsberg, einem Gemeindeteil der Stadt Ebermannstadt im Landkreis Forchheim in Bayern.
Von der ehemaligen Mottenanlage ist nichts erhalten.